# Stadion Breite
Lo Stadion Breite (letteralmente in tedesco Stadio lungo) è un impianto sportivo polivalente sito nella città svizzera di Sciaffusa, nell'omonimo cantone.
Aperto nel 1950 nella frazione Breite, ha ospitato fino al 2017 le partite casalinghe del F.C. Schaffhausen, principale squadra calcistica cittadina, che (data la sua obsolescenza e scarsa capacità di pubblico) l'ha definitivamente abbandonato nel febbraio 2017 in favore del nuovo LIPO Park.

## Struttura
L'impianto presenta una pianta rettangolare, con spalti affacciati direttamente sul terreno di gioco, in erba naturale, misurante 104 x 69 m. La capienza massima è di 4 200 spettatori, di cui 1 290 posti a sedere (1 028 al coperto e 262 scoperti) e 2 910 posti in piedi.